# 吐巴納湖波魚
吐巴納湖波魚（学名：Rasbora tobana）為輻鰭魚綱鯉形目鯉科波魚屬的一個種，該物種主要分布於亞洲印尼蘇門答臘吐巴納湖，棲息在中底層水域。